# أبو رجاء العطاردي
أَبُو رَجَاءٍ اَلْعُطَارِدِيُّ، الإمام الكبير، شيخ الإسلام، عِمْرَانُ بْنُ مِلْحَانَ اَلتَّمِيمِيُّ اَلْبِصْرِيُّ، من كبار المخضرِمين، أدرك الجاهلية، وأسلم بعد فتح مكة، ولم يَرَ النبي، أورده أبو عمر بن عبد البر في كتاب الاستيعاب، وقيل: إنه رأى أبا بكر الصديق.
حدث عن: عمر وعلي وعمران بن حصين وعبد الله بن عباس وسمرة بن جندب وأبي موسى الأشعري وتلقن عليه القرآن ثم عرضه على ابن عباس وهو أسن من ابن عباس وكان خيرا تلاء لكتاب الله قرأ عليه أبو الأشهب العطاردي وغيره وحدث عنه أيوب وابن عون وعوف الأعرابي وسعيد بن أبي عروبة وسلم بن زرير وصخر بن جويرية ومهدي بن ميمون وخلق كثير قال جرير بن حازم، سمعته يقول هربنا من النبي صلى الله عليه وسلم فقلت له ما طعم الدم قال حلو قال الأصمعي حدثنا أبو عمرو بن العلاء قلت لأبي رجاء ما تذكر قال أذكر قتل بسطام ثم أنشد:
ثم قال الأصمعي: قتل بسطام قبل الإسلام بقليل
قال أبو سلمة المنقري حدثنا أبو الحارث الكرماني -وكان ثقة- قال: سمعت أبا رجاء يقول: أدركت النبي صلى الله عليه وسلم وأنا شاب أمرد، ولم أر ناسا كانوا أضل من العرب؛ كانوا يجيئون بالشاة البيضاء فيعبدونها، فيختلسها الذئب فيأخذون أخرى مكانها يعبدونها، وإذا رأوا صخرة حسنة جأووا بها وصلوا إليها، فإذا رأوا أحسن منها رموها، فبعث رسول الله صلى الله عليه وسلم وأنا أرعى الإبل على أهلي فلما سمعنا بخروجه لحقنا بمسليمة.
وقيل إن اسم أبي رجاء العطاردي عمران بن تيم وبنو عطارد بطن من تميم، وكان أبو رجاء فيما قيل يخضب رأسه دون لحيته، قال ابن الأعرابي: كان أبو رجاء عابداً كثير الصلاة وتلاوة القرآن، كان يقول ما آسى على شيء من الدنيا إلا أن أعفر في التراب وجهي كل يوم خمس مرات، قال ابن عبد البر كان رجلا فيه غفلة وله عبادة عمر عمرا طويلا أزيد من مئة وعشرين سنة.
أخبر إسحاق بن طارق أنبأنا ابن خليل أنبأنا أحمد بن محمد أنبأنا الحداد أنبأنا أبو نعيم أنبأنا أحمد بن محمد بن عبد الوهاب حدثنا أبو العباس السراج حدثنا المفضل بن غسان حدثنا وهب بن جرير عن أبيه سمعت أبا رجاء يقول: بلغنا أمر النبي صلى الله عليه وسلم ونحن على ماء لنا يقال له سند، فانطلقنا نحو الشجرة هاربين بعيالنا، فبينا أنا أسوق القوم إذ وجدت كراع ظبي فأخذته فأتيت المرأة فقلت: هل عندك شعير؟ فقالت: قد كان في وعاء لنا عام أول شيء من الشعير فما أدري بقي منه شيء أم لا، فأخذته فنفضته، فاستخرجت منه ملء كف من شعير ورضخته بين حجرين وألقيته والكراع في برمة لنا، ثم قمت إلى بعير ففصدته إناء من دم وأوقدت تحته ثم أخذت عواد، فلبكته به لبكا شديدا حتى أنضجته ثم أكلنا، فقال له رجل: وكيف طعم الدم؟ قال: حلو.
قال محرز بن عون حدثنا يوسف بن عطية عن أبيه دخلت على أبي رجاء، فقال بعث النبي صلى الله عليه وسلم وكان لنا صنم مدور فحملناه على قتب، وتحولنا ففقدنا الحجر -انسل فوقع في رمل-، فرجعنا في طلبه فإذا هو في رمل قد غاب فيه فاستخرجه، فكان ذلك أول إسلامي، فقلت: إن إلها لم يمتنع من تراب يغيب فيه لإله سوء، وإن العنز لتمنع حياها بذنبها، فكان ذلك أول إسلامي، فرجعت إلى المدينة وقد توفي النبي صلى الله عليه وسلم، قال عمارة المعولي سمعت أبا رجاء يقول: كنا نعمد إلى الرمل فنجمعه ونحلب عليه فنعبده، وكنا نعمد إلى الحجر الأبيض فنعبده.
قال أبو الأشهب كان أبو رجاء العطاردي يختم بنا في قيام لكل عشرة أيام.

## وفاته
قال ابن عبد البر وغير واحد من المؤرخين مات سنة سبع ومئة وقيل سنة وثمان، ذكر الهيثم بن عدي عن أبي بكر بن عياش قال اجتمع في جنازة أبي رجاء الحسن البصري والفرزدق، فقال الفرزدق: يا أبا سعيد، يقول الناس: اجتمع في هذه الجنازة خير الناس وشرهم، فقال الحسن: لستُ بخير الناس ولستَ بشرهم، لكن ما أعددت لهذا اليوم يا أبا فراس؟ قال: شهادة أن لا إله إلا الله وأن محمدا رسول الله وعبده ورسوله ثم انصرف وقال: